# Médaille Buchanan

Armoiries de la Royal Society de Londres

La médaille Buchanan est l'une des récompenses remise par la Royal Society. Cette médaille était à l'origine remise tous les cinq ans à un scientifique qui s'est spécialement distingué dans les sciences médicales. Elle est actuellement remise tous les deux ans.

## Liste des lauréats
- 1897 : John Simon
- 1902 : Sydney Arthur Monckton Copeman
- 1907 : William Henry Power
- 1912 : William Crawford Gorgas
- 1917 : Almroth Wright
- 1922 : David Bruce
- 1927 : Major Greenwood
- 1932 : Thorvald Madsen
- 1937 : Frederick Fuller Russell
- 1942 : Wilson Jameson
- 1947 : Edward Mellanby
- 1952 : Rickard Christophers (en)
- 1957 : Neil Hamilton Fairley
- 1962 : Landsborough Thomson
- 1967 : Graham Wilson
- 1972 : Richard Doll
- 1977 : David Evans
- 1982 : Frederick Warner
- 1987 : Gyorgy Karoly Radda
- 1990 : Cyril Clarke
- 1992 : D.P. Burkitt
- 1996 : N. H. Ashton (en)
- 1998 : Barry James Marshall
- 2000 : William Stanley Peart
- 2002 : Michael Waterfield (en)
- 2004 : David Lane (en)
- 2006 : Iain MacIntyre
- 2008 : Christopher Marshall (en)
- 2010 : Peter Cresswell
- 2011 : Stephen Jackson (en)
- 2013 : Douglas Higgs (en)
- 2015 : Irwin McLean
- 2017 : Peter Ratcliffe
- 2018 : Adrian Peter Bird
- 2019 : Gillian Griffiths (en)
- 2020 : Douglass Turnbull (en)
- 2021 : Anne Ferguson-Smith
- 2022 : Edward Richard Moxon (en)
- 2023 : Hagan Bayley
- 2024 : Geoffrey Lindeman (en), Jane Visvader (en)